# Ramsau (Gemeinde Altaussee)
Ramsau ist ein Ort im Ausseerland des Salzkammerguts in der Steiermark und gehört zur Gemeinde Altaussee im Bezirk Liezen.

## Geographie
Der Ort Ramsau befindet sich 38 Kilometer nordwestlich von Liezen, etwa 3 km nordwestlich von Altaussee.
Die Rotte liegt links über dem Augstbach, dem Nebenfluss der Altausseer Traun von der Blaa-Alm, am Westfuß des Loser (1837 m ü. A.) auf um die 850–1000 m ü. A. Höhe. Talgegenüber erhebt sich der Sandling (1717 m ü. A.), mit seinen Vorbergen Rehkogel (1260 m ü. A.) und Pötschenstein (1359 m ü. A.) etwas nördlicher.
Der kleine Ort umfasst knapp 20 Adressen.
Durch den Ort führt am Augstbach die Blaa-Almstraße, die Fortsetzung der L702, und hier zweigt die Loser Panoramastraße ab. Die Maut dieser Straße befindet sich oberhalb des Ortes.
|           | Blaa-Alm                                    |            |
|           | Kompassrose, die auf Nachbargemeinden zeigt | Loserhütte |
| Steinberg | Moos                                        |            |

## Geschichte, Infrastruktur und Natur
1970–1975 wurde die Loserstraße gebaut, und in Folge entstand hier auch das kleine Schigebiet, mit der Sesselbahn (Loser-Jet) auf die Augstalm und weiter zur Loserhütte, einem kleinen Übungs-Schlepplift im Ort (Stellwiesen), und auch der Sesselbahn auf die andere Talseite an den Rehkogel (Sandling-Jet); die Skiarena liegt unten an der Straße. Eine Loipe führt zur Blaaalm.
Der Ort liegt im umfangreichen Landschaftsschutzgebiet Salzkammergut (LSG 14b).